# Cyrenella
Cyrenella es un género de hongo de la clase Cystobasidiomycetes, que en su género tiene solo una especie, Cyrenella elegans.